# Вейхеровски окръг
Вейхеровски окръг (на полски: Powiat wejherowski; на кашубски: Wejrowsczi kréz) e окръг (повят) в Северна Полша, Поморско войводство. Заема площ от 1285,25 км2. Административен център е град Вейхерово.

## География
Целият окръг се намира в историческата област Кашубия, която е част от историческия регион Померелия (Гданска Померания). Разположен е в северната част на войводството.
На североизток граничи с Пушки окръг, на изток с град Гдиня, на юг с Картузийски окръг, на запад с Лемборски окръг и на север с Балтийско море.

## Население
Населението на окръга възлиза на 201 630 души (2012 г.). Гъстотата е 157 души на км2.

## Административно деление
Окръгът се дели на 3 градски и 7 селски общини.
| Карта                      | Общини |
| -------------------------- | --- |
| Карта на Вейхеровски окръг | Градски общини (гмини): - Вейхерово - Реда - Румия Селски общини (гмини): - Община Вейхерово - Община Гневино - Община Ленчице - Община Линя - Община Люжино - Община Хочево - Община Шемуд |

## Фотогалерия
- Вейхерово
- Реда
- Румия